# مجمع اللغة العربية في حيفا
مجمع اللغة العربية (بالعبرية: האקדמיה ללשון הערבית) هو مؤسسة عليا لعلوم وأبحاث اللغة العربية في إسرائيل، وهو منظمة مستقلة تدير شؤونها بصورة مستقلة استقلالاً تاماً. وقد تم تأسيسه في شهر ديسمبر عام 2007. سلطاته وأعماله نظمت بقانون المؤسسة العليا للغة العربية الذي تم سنه في شهر مارس عام 2007، وهي مشابهة بدرجة كبيرة لسلطات وأعمال مجمع اللغة العبرية.
الرئيس الأول للمجمع المنتخب هو الأستاذ الدكتور محمود غنايم، أستاذ الأدب العربي الحديث في جامعة تل أبيب والكلية العربية للتربية في حيفا. ويضم المجمع حاليًا واحدًا وعشرين عضوًا مع الرئيس منهم ثلاثة أعضاء فخريون وعضو مستشار. الأعضاء الأوائل قام وزير العلوم والثقافة والرياضة بتعيينهم بمرسوم وزاري. ويحق للمجمع انتخاب أعضاء آخرين ليصل عددهم إلى ثلاثة وعشرين عضوًا.

## أعضاء المجمع حاليًا
1. أ.د. محمود غنايم - رئيس المجمع
2. د. محمود أبو فنة
3. د. شلومو ألون
4. د. حبيب بولس
5. د. كوثر جابر
6. أ.د. سليمان جبران
7. د. إليانور حداد - نائبة الرئيس
8. د. رقية زيدان
9. أ. خولة السعدي
10. أ.د. ساسون سوميخ
11. د. موسى شواربة
12. د. إبراهيم طه
13. د. نبيه القاسم
14. د. نزيه قسيس
15. د. مصطفى كبها
16. د. محمود كيال
17. د. فاروق مواسي

- الأعضاء الفخريون

1. أ. حنا إبراهيم
2. أ. حنا أبو حنا
3. أ. سامي ميخائيل

- عضو مستشار:

1. أ. جميل غنايم

## أهداف المجمع
حسب القانون
- دراسة اللغة العربية بفتراتها وفروعها المختلفة.
- العمل بمجالات الصرف ، النحو ، الثروة اللغوية ، اللفظ ، النسخ وكتابة اللغة العربية ، ويشمل التجديدات اللغوية والملاءمة لعصر التقنية والحوسبة المتقدمة.
- تحرير قواميس عامة وخاصة.
- بحث الثقافة العربية، ويشمل مجالي الأدب والشعر.
- إقامة علاقات وتبادل معرفة مع مجمع اللغة العبرية ومع معاهد بحوث اللغة العربية والعبرية في إسرائيل والعالم.
- تعاون مع وزارة التربية والتعليم ومع معاهد التعليم العالي وإعطاء مشورة في مجال عملها.
- نشر تقارير وأبحاث وتنظيم مؤتمرات حول مجال عملها.

## وصلات خارجية
- موقع مجمع اللغة العربية في حيفا